# Volleyball Challenger Cup maschile 2023
La Volleyball Challenger Cup 2023, 4ª edizione dell'omonima competizione maschile di pallavolo, si è svolta dal 28 al 30 luglio 2023 a Doha, in Qatar: al torneo hanno partecipato otto squadre nazionali e la vittoria finale è andata per la prima volta alla Turchia.

## Impianti
|                                                                                     |  |  |
|                                                                                     |  |  |
| Palazzetto dello sport Aspire Ladies Città: Doha Capienza: 2 500 Anno d'apertura: - |  |  |

## Formula
La formula ha previsto quarti di finale, semifinali, finale per il terzo posto e finale.

## Squadre partecipanti
| Squadra         | Qualificazione                          | Ultima partecipazione          |
| --------------- | --------------------------------------- | ------------------------------ |
| Cile            | Ranking CSV                             | Volleyball Challenger Cup 2022 |
| Cina            | 16ª alla Volleyball Nations League 2023 | Debutto                        |
| Qatar           | Paese organizzatore                     | Volleyball Challenger Cup 2022 |
| Rep. Dominicana | 2ª alla NORCECA Final Four 2022         | Debutto                        |
| Thailandia      | 1ª all'AVC Challenge Cup 2023           | Debutto                        |
| Tunisia         | Ranking CAVB                            | Volleyball Challenger Cup 2022 |
| Turchia         | 1ª all'European Golden League 2023      | Volleyball Challenger Cup 2022 |
| Ucraina         | 2ª all'European Golden League 2023      | Debutto                        |

## Torneo
|  | Quarti di finale | Quarti di finale |         |         | Semifinali | Semifinali |      |                 | Finale          | Finale |  |
|  |                  |                  |         |         |            |            |      |                 |                 |        |  |
|  | Qatar            | 3                |         |         |            |            |      |                 |                 |        |  |
|  | Qatar            | 3                |         |         |            |            |      |                 |                 |        |  |
|  | Thailandia       | 0                |         |         |            |            |      |                 |                 |        |  |
|  | Thailandia       | 0                |         | Qatar   | 3          |            |      |                 |                 |        |  |
|  |                  |                  |         | Qatar   | 3          |            |      |                 |                 |        |  |
|  |                  |                  | Cile    | 0       |            |            |      |                 |                 |        |  |
|  | Tunisia          | 0                | Cile    | 0       |            |            |      |                 |                 |        |  |
|  | Tunisia          | 0                |         |         |            |            |      |                 |                 |        |  |
|  | Cile             | 3                |         |         |            |            |      |                 |                 |        |  |
|  | Cile             | 3                |         | Qatar   | 2          |            |      |                 |                 |        |  |
|  |                  |                  |         |         |            |            |      |                 |                 |        |  |
|  |                  |                  | Turchia | 3       |            |            |      |                 |                 |        |  |
|  | Turchia          | 3                | Turchia | 3       |            |            |      |                 |                 |        |  |
|  | Turchia          | 3                |         |         |            |            |      |                 |                 |        |  |
|  | Rep. Dominicana  | 1                |         |         |            |            |      |                 |                 |        |  |
|  | Rep. Dominicana  | 1                |         | Turchia | 3          |            |      | Finale 3º posto | Finale 3º posto |        |  |
|  |                  |                  |         | Turchia | 3          |            |      |                 |                 |        |  |
|  |                  |                  | Ucraina | 2       |            |            |      |                 |                 |        |  |
|  | Ucraina          | 3                | Ucraina | 2       |            |            | Cile | 0               |                 |        |  |
|  | Ucraina          | 3                |         |         |            |            | Cile | 0               |                 |        |  |
|  | Cina             | 1                |         |         | Ucraina    | 3          |      |                 |                 |        |  |

### Quarti di finale
| 28 luglio 2023 Palazzetto dello sport Aspire Ladies, Doha Durata: 1h:20 - Spettatori: 300   | Tunisia | 0 - 3 | Cile            | 19-25, 23-25, 23-25        |
| 28 luglio 2023 Palazzetto dello sport Aspire Ladies, Doha Durata: 1h:36 - Spettatori: 500   | Ucraina | 3 - 1 | Cina            | 25-19, 25-22, 23-25, 25-19 |
| 28 luglio 2023 Palazzetto dello sport Aspire Ladies, Doha Durata: 1h:28 - Spettatori: ?     | Qatar   | 3 - 0 | Thailandia      | 26-24, 25-23, 26-24        |
| 28 luglio 2023 Palazzetto dello sport Aspire Ladies, Doha Durata: 1h:46 - Spettatori: 1 300 | Turchia | 3 - 1 | Rep. Dominicana | 25-20, 25-17, 24-26, 25-19 |

### Semifinali
| 29 luglio 2023 Palazzetto dello sport Aspire Ladies, Doha Durata: 2h:05 - Spettatori: 1 000 | Turchia | 3 - 2 | Ucraina | 18-25, 25-23, 25-17, 19-25, 15-13 |
| 29 luglio 2023 Palazzetto dello sport Aspire Ladies, Doha Durata: 1h:24 - Spettatori: 1 500 | Qatar   | 3 - 0 | Cile    | 25-21, 25-22, 27-25               |

### Finale 3º posto
| 30 luglio 2023 Palazzetto dello sport Aspire Ladies, Doha Durata: 1h:06 - Spettatori: 600 | Cile | 0 - 3 | Ucraina | 21-25, 19-25, 18-25 |

### Finale
| 30 luglio 2023 Palazzetto dello sport Aspire Ladies, Doha Durata: 1h:55 - Spettatori: 2 500 | Qatar | 2 - 3 | Turchia | 13-25, 25-21, 18-25, 25-22, 9-15 |

## Classifica finale
| Pos | Squadra         | Rosa |
| --- | --------------- | --- |
|     | Turchia         | Formazione: 1 Gürbüz, 6 Bostan, 7 Bülbül, 8 Subaşı, 9 M. Lagumdžija, 10 Ekşi, 12 A. Lagumdžija, 14 Güneş, 15 Matić, 19 Bayraktar, 20 Bayram, 28 Atlı, 53 Döne, 77 Savaş, CT: Giuliani                            |
|     | Qatar           | Formazione: 1 Oughlaf, 2 Diagne, 4 Ribeiro, 6 Georgiev, 7 Abunabot, 8 Widatalla, 9 Stevanović, 10 Wagihalla, 11 Vasić, 12 Dahi, 13 Raimi, 16 Ibrahim, 19 Mahmoud, 20 Alsharshani, CT: Soto                       |
|     | Ucraina         | Formazione: 1 Polujan, 2 Drozd, 5 Plotnyc'kyj, 7 Synycja, 8 Ter'omenko, 10 Semenjuk, 11 Kanajev, 12 Jevstratov, 13 Tupčij, 14 Koval'ov, 16 Kučer, 17 Bojko, 21 Kisiljuk, 27 Ščurov, CT: Krastiņš                 |
| 4.  | Cile            | Formazione: 1 Villarreal, 2 Ibarra, 3 Araya, 4 T. Parraguirre, 5 V. Parraguirre, 6 Gago, 7 R. Albornoz, 8 S. Albornoz, 9 D. Bonačić, 10 Mardones, 11 Jadue, 16 Valenzuela, 17 Bravo, 18 K. Bonačić, CT: Nejamkin |
| 5.  | Cina            | Formazione: 4 Li L., 6 Yu Y.t., 7 Yu Y.c., 8 Guo, 9 Li Y.z., 14 Zhai, 16 Qu, 20 Rao, 21 Miao, 22 Zhang, 25 Wen, 29 Dai, CT: Wu                                                                                   |
| 6.  | Rep. Dominicana | Formazione: 1 Tapia, 2 Reinoso, 4 Hernández, 5 Miéses, 7 de Jesús, 8 López, 9 Turbides, 10 Toribio, 12 Almonte, 15 Rosario, 18 Ortiz, 19 Cruz, CT: Gutiérrez                                                     |
| 7.  | Thailandia      | Formazione: 5 Chuaymee, 8 Pinkaew, 9 Bhinijdee, 10 Wongtorn, 11 Sanhatham, 12 Taweerat, 13 Maneewong, 14 Charoensuk, 19 Upakam, 20 Khongrueng, 22 Phanram, 23 Chantajorn, 25 Nilsawai, CT: Park                  |
| 8.  | Tunisia         | Formazione: 1 Chargui, 2 Kadhi, 3 Ben Slimene, 4 Korbosli, 6 Ben Othmen, 7 Karamosli, 8 Ben Romdhane, 9 Agrebi, 10 Nagga, 12 M'rabet, 13 Mbarki, 18 Bongui, 19 Bouguerra, 20 Hmissi, CT: Giacobbe                |

|  | Promossa in Volleyball Nations League 2024. |